# میناموتو نو یوشیناکا
میناموتو نو یوشی‌ناکا (به ژاپنی: 源 義仲)، کیسو یوشی‌ناکا (به ژاپنی: 木曾 義仲)، آساهی شوگون (به ژاپنی: 朝日将軍)؛ ۱ ژانویهٔ ۱۱۵۴ – ۲۱ فوریهٔ ۱۱۸۴) سامورایی از خاندان کیسو یک شاخه از خاندان میناموتو در دوره هی‌آن اهل ژاپن بود. پسر میناموتو نو یوشی‌کاتا (源義賢) بود. نام همسر او توموئه گوزن بود.
با استقرار دولت سامورایی در پایان قرن دوازدهم، عنوان سی تایشوگون احیا شد و اهمیت سیاسی جدیدی به خود گرفت. ابتدا در سال ۱۱۸۴ (سال اول گنریاکو)، میناموتو (کیسو) یوشیناکا، که خاندان تایرا را شکست داد و وارد کیوتو شد، به عنوان «سی ای تای شوگون» منصوب شد. با این حال، این عنوان «سی ای تای شوگون» دیگر به فتح ایزو مرتبط نبود و یوشیناکا آن را به عنوان یک عنوان رسمی مناسب برای رئیس یک خاندان نظامی می‌خواست تا هژمونی خود را ایجاد کند. میناموتو نو یوریتومو نیز آرزو داشت که به این سمت منصوب شود، اما با مخالفت امپراتور گو شیراکاوا مواجه شد و این امر تنها در سال ۱۱۹۲ (سال سوم کنکیو) پس از مرگ امپراتور صومعه دار به دست آمد.

## نبرد یوشیناکا و نو کوره‌موری
میناموتو نو یوشیناکا (۱۱۵۴–۱۱۸۴ م) پسرعموی میناموتو نو یوریتومو بود. او پس از کشته شدن پدرش از دو سالگی به دست یکی از بستگانشان در استان ناگانو پرورش یافته بود. یوشیناکا پس از فراخوان شاهزاده موچی‌هیتو در سال ۱۱۸۰ با سپاهی که فراهم کرد توانست مناطقی از استان نیگاتای کنونی را تحت سلطه خود درآورد. در سال ۱۱۸۱ قحطی بزرگی اتفاق افتاد و بسیاری از مردم در کیوتو از گرسنگی مردند. همچنین از تعداد سربازان که بیشترشان کشاورز بودند کاسته شد و برای مدتی جنگ بزرگی درنگرفت؛ بنابراین برای مدتی یوشیناکا در شمال و یوریتومو در شرق و خاندان تایرا در پایتخت آن دوران، کیوتو، بدون درگیری بزرگی در دشمنی به سر بردند.
در سال ۱۱۸۳ نوه کیوموری با نام تایرا نو کوره‌موری درصدد پس گرفتن زمین‌هایی برآمد که به‌دست یوشیناکا تصرف شده بود. او با سپاهش عازم شمال ژاپن شد و در ۱۱ مه در تنگه‌ای به‌نام «کوریکارا» با یوشیناکا درگیر شد. شمار سپاهیان یوشیناکا بسیار کمتر بود اما توانست حملات غافلگیرانه متعددی به مواضع خاندان تایرا انجام دهد. بنابر فرضیه‌ای، آنها صدها گاو را در داخل کوه جمع کرده و به شاخ آنها مشعل وصل کردند و یکباره از بلندی گاوها را به سمت سپاه دشمن رم دادند. خاندان تایرا که از دیدن چنین صحنه‌ای دچار وحشت شده بودند، همراه با اسب‌ها به ته دره پرت شدند. هرچند گمان می‌رود این داستان تخیلی باشد که از واقعه‌ای در کشور چین برگرفته شده است. این پیروزی راه ورود سپاه یوشیناکا به پایتخت را باز کرد.
در ژوئن ۱۱۸۳ سپاه یوشیناکا در نبرد شینوهارا نیز به پیروزی رسیدند و سپاه خاندان تایرا در حال فرار را تعقیب کردند و در نهایت به نزدیکی پایتخت رسیدند. خاندان تایرا که سقوط پایتخت را نزدیک می‌دیدند سه روز قبل از ورود سپاه یوشیناکا، در ۲۵ ژوئیه امپراتور آنتوکو (نوه کیوموری) و سه نشانه امپراتوری یا سه گنجینه مقدس ژاپن را همراه خود کردند و از پایتخت به سمت غرب ژاپن که طرفداران خاندان تایرا در آن بسیار بودند، گریختند. همچنین امپراتور بازنشسته گو شیراکاوا نیز یک روز قبل از آن به قصد پیوستن به سپاه یوشیناکا از پایتخت به طرف کوه هیئی گریخته بود. دو ماه پس از ورود سپاه یوشیناکا به کیوتو از آنجا که وجود یک امپراتور در پایتخت ضروری بود، امپراتور گو شیراکاوا نوهٔ سه‌ساله‌اش امپراتور گو-توبا را بر تخت پادشاهی ژاپن نشاند. بدین ترتیب به طرز بی‌سابقه‌ای برای نخستین بار در تاریخ ژاپن تا سال ۱۱۸۵، همزمان در این کشور دو امپراتور رسمی وجود داشت.

### پایتخت تحت تصرف یوشیناکا
اندکی پس از گریز خاندان تایرا از پایتخت، سپاه یوشیناکا وارد کیوتو شد. از آنجا که سربازان یوشیناکا رفتار خشونت‌آمیزی با مردم داشتند، یوشیناکا نزد مردم اعتبار و شهرت خوبی نداشت. امپراتور شیراکاوا که در پایتخت باقی مانده بود تصمیم گرفت برای تأمین امنیت، یوشیناکا را به بهانه‌ای از پایتخت دور کند؛ بنابراین، به وی دستور داد که خاندان تایرا را در غرب ژاپن براندازد. در ضمن امپراتور شیراکاوا حکمرانی یوریتومو در شرق ژاپن را پذیرفت.
یوشیناکا که به قصد امپراتور پی برده بود اندکی پس از آغاز سال ۱۱۸۴ به محل سکونت امپراتور شیراکاوا حمله کرد و آن را آتش زد و وی را در یکی از خانه‌های فرعی خاندان امپراتور محبوس کرد. یوشیناکا که با این اقدام توانسته بود حکومت را در دست بگیرد، نایب‌السلطنه و وزیر داخلی را برکنار کرد و به جای آنان اشخاصی را که موافق میلش بودند، جایگزین کرد.

### شکست یوشیناکا
یوریتومو که در کاماکورا بود با شنیدن اخبار پایتخت دو برادر کوچکترش میناموتو نو یوشی‌تسونه و میناموتو نو نوری‌یوری را فرمانده سپاه قرار داد و سپاهی را از کاماکورا برای برانداختن پسرعمویش یوشیناکا به سمت پایتخت روانه کرد. یوشیناکا سپاهی را برای مقابله فرستاد. در ۲۰ ژانویه ۱۱۸۴ سپاه یوشیناکا از سپاه یوشی‌تسونه در نبرد اوجی (۱۱۸۴) شکست خورد. یوشیناکا از پایتخت فرار کرد و در ۲۱ فوریه همان سال در نبرد آوازو کشته شد. کشته شدن وی شش ماه بعد از ورود وی به پایتخت بود.

## انتصاب به شوگونی
عنوان قدیمی رها شده «سی ای تای شوگون» در پایان دوره هی‌آن، در طول جنگ گنپی احیا شد. میناموتو نو یوشی‌ناکا، که خاندان تایرا را شکست داد و وارد کیوتو شد، در نهایت به دولت امپراتور گو شیراکاوا به حالت تعلیق درآمد و او خود را در سال جدید ۱۱۸۴، درست قبل از نبرد سرنوشت‌ساز با ارتش غربی به رهبری میناموتو نو یوشیتسونه و میناموتو نو یوریتومو به این سمت منصوب کرد. البته شوگون شدن به هدف فتح ایزو نبود، بلکه برای رقابت با قدرت میناموتو نو یوریتومو بود که در استان‌های شرقی مستقر بود.
از این نظر، شخصیت و موقعیت او شبیه به فوجیوارا نو تادابومی شناخته شد که قبلاً در سال ۹۴۰ برای سرکوب شورش  تایرا نو ماساکادو به سمت شوگون منصوب شده بود. در واقع در پانزدهمین روز سال نو در دفتر خاطرات کانزانه کوجو، گیوکیو، شایعه ای وجود دارد که یوشیناکا به عنوان سیتو شوگون (شوگون بزرگ شرق) منصوب شده است. همان‌طور که از چنین شایعاتی و سردرگمی در مورد سمت انتصابی فوجیوارا نو تادابومی پیداست، سابقه هر دو سمت مربوط به گذشته‌های دور است و ایزو مدت بود که به تصرف دولت مرکزی ژاپن درآمده بود و اکنون هر دو سمت «سیتو شوگون» Seito Shogun و «سی ای شوگون» Seii Shogun هر دو به عنوان شغلی برای تسخیر امیشی 「東夷」 "Toi" شناخته می‌شود، و به نظر می‌رسد که هیچ تلاش آگاهانه ای برای ایجاد تمایز دقیق بر اساس تفاوت در مناطق هدف وجود نداشته است. خواه سیتو بود یا سی ای تای شوگون، یوشیناکا موقعیت یک شوگون بزرگ را تداعی می‌کرد که مستقیماً بخشی از اختیارات امپراتوری به او اعطا شد و مستقیماً بدون عبور از دایجوکان، از طریق عمل نمادین شمشیر به امپراتور متصل بود. یوریتومو، که یوشیناکا را شکست داد، بلافاصله می‌خواست جایگاه خود را مستحکم کند. او ناگهان اهمیت سیاسی موقعیت سی تای شوگون را افزایش داد و شخصیت آن را به عنوان یک اداره دولتی که نماد تسلط نظامی بر شرق بود، تقویت کرد. با این حال، امپراتور گو شیراکاوا، امپراتور صومعه‌دار، خواسته‌های یوریتومو را سرکوب کرد و یوریتومو در ژوئیه ۱۱۹۲، پس از مرگ امپراتور، در واقع به سمت شوگون منصوب شد.